# Quorn
Quorn es la marca líder del producto alimenticio de micoproteína en el Reino Unido, Irlanda y Holanda. La micoproteína utilizada para producir Quorn se extrae de un hongo, Fusarium venenatum, que se hace crecer en grandes tanques de fermentación en laboratorios.
El quorn se produce tanto como ingrediente para cocinar, como dentro de determinados platos precocinados. Se vende (mayormente en Europa, pero también en otras partes del mundo) como comida sana y como sucedáneo de carne, especialmente para personas vegetarianas, y ha ganado el sello de aprobación de la Vegetarian Society. Dado que algunas versiones utilizan clara de huevo como aglutinante, no siempre es una comida vegana.
La patente del Quorn caducó el 31 de diciembre de 2010, por tanto desde esa fecha es de fabricación libre. La asociación Make Quorn Vegan está tratando de encontrar fabricantes dispuestos a elaborarlo de forma vegana.

## Historia
En los años cincuenta se predijo que para la década de 1980 habría una escasez de alimentos ricos en proteínas.  Las causas de este futuro déficit eran debidas al incremento de la población mundial así como el elevado contenido proteico de los piensos complejos para los animales. En países desarrollados, entre el 10 y el 30% de peso seco de los piensos es proteína, en forma de harina de soja, de pescado u otros. En respuesta a esto, se realizaron programas de investigación para utilizar biomasa unicelular, que se trata de material celular microbiano producido por su utilización como alimento humano o animal, microbios en particular, como alternativa a la proteína, con la idea de usar residuos como sustrato de la producción.
El año 1964, el Rank Hovis McDougall (RHM) Research Centre empezó a investigar una manera de convertir el almidón, que es un residuo en la producción y procesado de cereales, en un alimento rico en proteínas. Aun así, el RMH se acabó decidiendo para usar como fuente del nuevo alimento un hongo filamentós por varias razones. Una de las más importantes es que es posible formular productos alimenticios a partir de hongos filamentosos que tengan las mismas propiedades organolépticas que la carne.
El hongo filamentoso o, más exactamente, el moho Fusarium venenatum, fue descubierto en 1967. Después de un proceso de pruebas intensivo  fue aislado como mejor candidato. El término micoproteína fue acuñado por el UKFoods Standards Committe como nombre genérico para referirse a cualquier producto alimentario resultando de la fermentación de Fusarium venenatum. En 1980, a RHM le concedieron permiso para vender micoproteína para consumo humano después de un programa de evaluación, basado en estudios toxicológicos de diez años, convirtiéndose en la primera proteína fúngica (aparte de las setas) aprobada para la alimentación humana.
A pesar de que la micoproteína fue concebida como sustituto de la proteína de la carne, la escasez predicha en los cincuenta de cara a la década de 1980 no se produjo, de forma que MarlowFoods decidió vender la micoproteína de Quorn como alternativa saludable a la carne, puesto que no tenía ni las grasas ni el colesterol de esta, y tenía un alto contenido en fibra (más que el pan integral). Este cambio de estrategia de marketing se dio debido a una encuesta poblacional realizada en 1989, que ponía de manifiesto que casi la mitad de la población del Reino Unido estaba disminuyendo su ingesta de carne roja, y un 50% de la población joven había adoptado dietas vegetarianas.

### Historia comercial
Quorn es un producto comercial (cuyo nombre proviene de la población Leicestershire de Quorndon) que fue producido por primera vez en el 1985 por Marlow Foods, una alianza de empresas entre RHM e Imperial Chemical Industries (ICI), quienes proveyeron un fermentador de uno de sus programas que se había cancelado. Las dos empresas invirtieron en patentes para el crecimiento y el procesado del hongo, así como en otras propiedades intelectuales de la marca.
El Quorn empezó a distribuirse en el Reino Unido en 1993 y fue introducido a otras partes de Europa en la década de los 90 y en Norteamérica en el 2002. La primera campaña de marketing publicitario incluía personalidades célebres en el mundo del deporte, tales como el jugador de fútbol Ryan Giggs, el jugador de rugby Will Carling y la corredora olímpica Sally Gunnell. En el 2013 la compañía asignó a Mo Farah como su embajador para dar un empujón de marketing en el mundo del fitness.
La micoproteína que comercializa Quorn se vende de forma que está preparada para cocinarse, de forma similar a la carne picada por ejemplo. A posteriori, la compañía introdujo una variedad de comidas refrigeradas vegetarianas, incluyendo pizzas, lasañas y productos parecidos a hamburguesas o filetes de carne.
En el 2006 estaba disponible en mercados de: Reino Unido, Europa (Bélgica, Dinamarca, Irlanda, Países Bajos, Suecia y Suiza), y Norteamérica (Canadá y Estados Unidos). Desde junio de 2010, también está disponible en Australia y en mayo de 2012 abrieron una página de Quorn en Alemania para empezar a comercializar allí.
Después de que su producción pasara a utilizar huevos de gallina campera como ingrediente, la Sociedad Vegetariana dio al producto su aprobación.
El año 2004, McDonald's introdujo una hamburguesa basada en Quorn que tenía la aprobación de la Sociedad Vegetariana. A partir de 2009 pero, estas hamburguesas ya no están disponibles en ningún establecimiento de McDonald's del Reino Unido. El 2011, la empresa empezó a comercializar una hamburguesa vegana en los Estados Unidos, utilizando proteína de patata como aglutinante en vez de albúmina de huevo. Según la página web de Quorn, la mayoría de productos que ofrecen no son veganos debido a que contienen leche, queso o huevo. Además unos cuántos también contienen trigo, gluten o soja.
En el año 2014, fue afirmado que la mayoría de consumidores de Quorn son de hecho consumidores de carne en vez de vegetarianos. El mercado de productos de Quorn está aumentando a nivel mundial y la compañía espera un crecimiento en el futuro.
El 6 de febrero de 2018 la empresa anunció los resultados inesperados que consiguió al 2017, unas ventas totales de 205 millones de libras esterlinas, lo que supone un crecimiento global del 16%. Corresponde a su año más significativo respecto a crecimiento y su meta es convertirse en una empresa billonaria para el año 2027. Esta meta la basan en que actualmente exportan globalmente en 20 mercados diferentes y que se estima que hay 150.000 personas que siguen una dieta vegana.

## Producción

### Antecedentes
Para la producción inicial de Quorn, se eligió un sistema de cultivo de flujo continuo, puesto que este sistema permite lograr productividades más altas que un cultivo en lotes. Hasta el año 1994, se usaban fermentadores air-lift pensados para el crecimiento de la bacteria Methylophilus methilotrophus, que era usada para producir pienso para animales. Este primer fermentador, con un volumen de 40 m³ era capaz de producir 1000 toneladas de micoproteïna por año. El año 1993, Marlow Foods encargó la construcción de dos nuevos fermentadores de 155 m³ cada uno, permitiendo aumentar la producción hasta 14 000 toneladas de micoproteina al año.

### Producción actual
Cada fermentador es inoculado con un cultivo que contiene 50 gramos de biomasa, y el funcionamiento en flujo continuo empieza pasados cuatro días desde la inoculación. En un fermentador air-lift, la transferencia de oxígeno sucede cerca de la base del fermentador, cosa que junto con la turbulencia creada por burbujas de pequeña medida permiten una transferencia de oxígeno óptima para el cultivo. Se crea una diferencia de presión dentro del fermentador, donde a la parte superior esta es más baja, produciendo la alliberació de CO2. El líquido que se encuentra a la parte superior, entra a continuación en una corriente de bajada que lo redirige a la parte inferior. En esta corriente se introduce oxígeno fresco, que al ser consumido por la biomasa se libera CO2 haciendo que la densidad del cultivo aumente y que este baje hacia la parte inferior del fermentador. Una vez allí, se introduce sustrato (glucosa y sales minerales) y se vuelve a mezclar con aire fresco y amoníaco, cerrando el ciclo de presión. Una de las características de Fusarium venenatum que hizo que fuera seleccionado es su capacidad de utilizar nitrógeno inorgánico como parte de sustrato, motivo por el cual se introduce amoníaco junto con el aire comprimido a la base del fermentador. La cantidad de amoníaco que se introduce se regula en función del pH del cultivo, donde el valor establecido es un pH de 6.0, y la temperatura se mantiene a 30 °C mediante un intercambiador de calor.
El producto es recolectado continuamente, con una salida de 30 toneladas por hora. Antes de poder poner el producte en el mercado se tiene que tratar y procesar. En primer lugar, los valores de ácidos nucleicos son demasiado elevados por el consumo humano, puesto que tiene un contenido de RNA de 8-9% (p/p), el que produciría una elevación del ácido úrico en sangre que puede desarrollar una serie de enfermedades graves. Por este motivo, se desarrolló un proceso para reducir la cantidad de RNA de la micoproteïna, minimizando la pérdida de proteína y la estructura fibrosa. En esta etapa la temperatura de la biomasa es elevada a 68 °C durante 20-30 minutos para parar el crecimiento y la función de los ribosomas, y activar las RNasas endógenas que degradan el RNA celular a nucleótidos. El proceso se realiza en el mismo medio de cultivo que la fermentación, puesto que el pH de 6.0 es el óptimo por la actividad enzimática deseada. A pesar de que el proceso está muy optimizado, se pierde aproximadamente el 30% de peso seco de la biomasa y una cantidad significativa de proteína, pero la función principal que es reducir la RNA es conseguida reduciéndolo hasta 1% (p/p).
A continuación, la recuperación de la biomasa es muy sencilla. Utilizando una centrifugación, esta precipita y ya puede ser tratada. Pasa por un proceso mecánico desarrollado por RHM donde los filamentos son alineados para obtener la estructura fibrosa. Se le pueden añadir otros ingredientes para modificar el gusto o color si por ejemplo se utiliza para comidas preparadas. Se hayan añadido o no estos últimos ingredientes, se añade clara de huevo con función aglutinante. En el último paso  el producto se reduce en medida y se congela. Se congela a -18 °C, proceso que tarda unos 30 minutos. La congelación es un paso crítico para la creación de la textura parecida a la de la carne deseada. El crecimiento controlado de los cristales de hielo empuja de forma efectiva las hifas filamentoses juntándolas, resultando en una textura deseada. Además, esta textura es notablemente estable permitiendo el procesado posterior. Controles de calidad se llevan a cabo en todas las etapas del proceso para asegurar que el producto final es consistentemente de alta calidad.
A pesar de que las fermentaciones fueron diseñadas para funcionar indefinidamente, a la práctica, son finalizadas a las 1000 horas (aproximadamente 6 semanas) o menos. Esto se debido a que, indistintamente al tipo de reactor utilizado, aparecen mutantes coloniales ramificados. La biomasa creada por los mutantes posee la misma composición química y es igual de nutritiva que la cepa parental, pero la presencia de las colonias altera la textura de la micoproteïna haciendo que sea más crujiente, pero no es suficiente con los estándares del producto. Por lo tanto, el cultivo tiene que ser parado y uno de nuevo es empezado. Una aparición prematura de colonias causa una parada del proceso de fermentación antes del momento calculado, lo que disminuye la productividad. Cuando se hace crecer la cepa en una placa de cultivo, los mutantes ramificados forman colonias que son más compactas que las de la cepa parental y que presentan un radio de crecimiento inferior a esta. La velocidad de crecimiento radial es inferior, y si la fermentación se lleva a cabo a una alta velocidad de dilución, los mutantes pueden rápidamente suplantar a la cepa parental dentro del fermentador. Las colonias aparecen después de unas 107 generaciones (con un rango de 99-115 generaciones). La prevención o el retraso de la aparición de estas durante las fermentaciones aumentaría la productividad, disminuyendo el coste de producción por unidad de producto.

## Expiración de la patente
En la Unión Europea (UE), las patentes expiran al cabo de 20 años pasada la fecha de solicitud. Como la primera patente fue pedida en el 1985, las patentes expiraron en todos los países de la UE en el año 2010. Actualmente, cualquier individuo puede producir legalmente micoproteína utilizando los procesos previamente patentados (utilizando otros nombres comerciales, ya que Marlow Foods mantiene la posesión de la marca Quorn). Aun así, la empresa tiene más de 30 años de experiencia en su producción, y aspectos peculiares del proceso de fermentación no son públicos, de manera que otras empresas no pueden sencillamente producir la micoproteína mirando los datos de la patente.

## Beneficios
Estudios clínicos han demostrado efectos fisiológicos positivos debido al alto contenido en fibra y proteína, al bajo contenido de carbohidratos y al hecho que las grasas que presenta son mayoritariamente insaturadas. Se ha demostrado que la micoproteïna reduce el colesterol total y el de baja densidad (Low Density Lipoprotein, LDL) (el que es un factor de riesgo en enfermedades cardíacas coronarias), induce la saciedad y puede reducir la respuesta glucémica cuando en presencia de alimentos ricos en carbohidratos.

### Colesterol
La primera prueba que la micoproteïna era capaz de reducir el colesterol total y el LDL en sangre fue en un estudio de tolerancia, donde el único cambio significativo en los análisis sanguíneos durante la fase de consumo de micoproteína fue la reducción del colesterol en sangre. Dos estudios posteriores, en el King’s College de la Universidad de Londres, demostraron que la micoproteína disminuía los valores totales de colesterol y LDL en individuos con valores ligeramente elevados de colesterol, bajo dos condiciones diferentes: control clínico de ingesta o en ingesta libre. En el primer estudio, se entregaron comidas preparadas clínicamente a 17 sujetos, que consumieron 190 g/día de micoproteína durante 3 semanas. El colesterol total y el LDL en sangre redujeron significativamente, mientras que el colesterol de alta densidad (High Density Lipoprotein, HDL) aumentó. En el segundo estudio, se les suministró 27 g/día de micoproteína en peso seco (aproximadamente 130 g/día de micoproteína húmeda) en forma de galleta a 21 sujetos durante 8 semanas. Se recogió sangre al inicio, a las 4 semanas y a las 8 semanas. El colesterol total y el LDL disminuyeron a lo largo del estudio, pero no hubo diferencias significativas por lo que respecta al HDL.
En un estilo piloto, se hizo consumir a 21 sujetos no consumidores de micoproteína, productos que si tuvieran durante 6 semanas. 10 de estos sujetos siguieron con su dieta habitual, siendo el grupo control. Se pudo demostrar que se disminuye el colesterol en individuos que presentan un alto contenido de este en sangre, pero concluyen comentando que un estudio más riguroso y con más participantes es necesario para saber si la ingesta de micoproteína también interviene en otros aspectos, como en la reducción de glucosa en sangre o en la presión sanguínea.

### Efectos en la saciedad
Un estudio, demostró que cuando individuos recibían comidas de valores nutricionales comparables basadas o en pollo o en micoproteína, aquellos que recibían la micoproteína se encontraban menos hambrientos a lo largo de la tarde y que cuando llegaba la hora de la cena, ingerían menos comida, comparado con los que en la comida habían consumido pollo. En otro estudio del 2006, con la misma dinámica, demostró que siguiente ingesta después del consumo de micoproteína era inferior (como se había demostrado anteriormente) pero que además, en la siguiente ingesta a esta tampoco se comía más, corroborando el principio que las dietas con alto contenido en micoproteínas pueden tener un efecto positivo en la regulación del apetito. 

### Efectos en la respuesta glucémica
La micoproteína tiene también la habilidad de reducir la respuesta glucémica, que es la velocidad de cambio de la glucosa en sangre, seguido el consumo de esta. En un estudio, 19 individuos ayunaron durante la noche y a la mañana siguiente recibieron o un batido con harina de soja y leche o un batido con 20 mg de micoproteína. Se extrajeron muestras de sangre en ayunas, y en intervalos de cada 30 minutos, pasado el consumo del batido, durante 120 minutos. La respuesta de glucosa en el suero sanguíneo fue menor en los sujetos que recibieron la micoproteína respecto al grupo control. La insulina en sangre también presentó un comportamiento similar. Los autores concluyeron comentando que la micoproteína podría ser un suplemento beneficioso en las dietas de personas diabéticas.  

## Controversia
En el año 2002, el Quorn hizo su debut en Estados Unidos, donde la recibida del mercado fue más problemática que en Europa. El Centro de Ciencia por el Interés Público (Center for Science in the Public Interest, CSPI), expresó varias preocupaciones respecto el producto, ya que estaba etiquetado como producto basado en setas, cuando de hecho el Fusarium venenatum no lo es, sino que es un microhongo.
El CSPI también afirmó que el Quorn causaba reacciones alérgicas y que debería ser retirado del mercado. En el 2003 afirmaron que el 4.5% de los consumidores británicos habían enfermado como causa directa del consumo de Quorn. Si este porcentaje es correcto, el Quorn es más alergénico que la mayoría de los alérgenos (como la leche y los cacahuetes). Las reacciones adversas descritas por los consumidores van desde vómitos y diarreas hasta inflamaciones y choques anafilácticos. Por otro lado, Marlow Foods afirma que solo 1 de cada 146.000 personas (es decir el 0.0007% de los consumidores) sufre efectos secundarios. Además, otros estudios médicos anteriores han demostrado que las micoproteínas causan reacciones alérgicas y no está del todo claro si pueden producir reacciones tóxicas. Concretamente, es conocido que el hongo utilizado produce micotoxinas, aunque Marlow Foods afirma que la cepa utilizada en la producción no produce toxinas.
En el 2003, un ataque asmático fue ligado al consumo de Quorn, el cual el paciente había consumido una hora antes. Estudios en el laboratorio demostraron que el único alimento al cual el individuo era alérgico era el Quorn. Un portavoz de la Agencia de Estándares Alimentarios (Food Standards Agency, FSA) del Reino Unido, afirmó que no era sorprendente debido al alto contenido de proteína del Quorn. Aun así, la FSA dice que las reacciones adversas al Quorn son menor que a otros alimentos, dando los datos que Marlow Foods afirmaba, 1 de cada 146.000 personas.